# Minisode 3: Tomorrow
Minisode 3: Tomorrow là EP tiếng Hàn thứ sáu của nhóm nhạc nam Hàn Quốc Tomorrow X Together, được Big Hit Music và Republic Records phát hành vào ngày 1 tháng 4 năm 2024. EP này  gồm năm bài hát, trong đó có bài hát chủ đề "Deja Vu". EP này là sản phẩm thứ ba nằm trong chuỗi EP Minisode của nhóm, sau Minisode 2: Thursday's Child (2022) và Minisode1: Blue Hour (2020).

## Bối cảnh và phát hành
Ngày 3 tháng 3 năm 2024, tại sự kiện kỷ niệm 5 năm ra mắt của Tomorrow X Together mang tên "2024 TXT Fanlive Present X Together" diễn ra ở Seoul, TXT hé lộ tới người hâm mộ về sự trở lại của nhóm thông qua video logo dạng chuyển động cho màn comeback này vào cuối sự kiện. Cùng ngày, video logo này được Big Hit Music chính thức đăng tải trên các nền tảng mạng xã hội cùng với thông báo về việc TXT sẽ phát hành EP mới mang tên Minisode 3: Tomorrow vào ngày 1 tháng 4 năm 2024. Big Hit mô tả EP này có sự đan cài của những chi tiết đã xuất hiện trong các album trước đây của nhóm, trong đó có thể kể đến hình ảnh chiếc vương miện biểu tượng cho single debut "Crown", hay chiếc băng che mắt hình trái tim đã xuất hiện trong concept photo của The Chaos Chapter: Freeze (2022), cũng như bản phối acoustic cho ca khúc "Dreamer" thuộc album The Name Chapter: Freefall phát hành ngay trước đó vào tháng 10 năm 2023. Công ty này cũng đăng tải chi tiết thông tin phát hành EP trên nền tảng Weverse. Ngày 25 tháng 3 năm 2024, danh sách các bài hát của EP được đăng tải trên các trang mạng xã hội của nhóm. Album cũng có sự tham gia sản xuất của các thành viên TXT trong vai trò người viết lời và soạn nhạc.

## Danh sách bài hát
Minisode 3: Tomorrow bao gồm 7 track, trong đó có 5 ca khúc gốc, 1 bản phối lại cho ca khúc chủ đề "Deja Vu" và 1 track chỉ kéo dài 7 giây với tựa đề và nội dung là một đoạn mã Morse. Ngoài ra, ca khúc "The Killa (I Belong to You)" là bài hát được trình bày bởi hai thành viên Yeonjun và Soobin, còn "Quarter Life" do ba thành viên còn lại Beomgyu, Taehyun và Huening Kai thể hiện.
| Danh sách bài hát của Minisode 3: Tomorrow | Danh sách bài hát của Minisode 3: Tomorrow                      | Danh sách bài hát của Minisode 3: Tomorrow | Danh sách bài hát của Minisode 3: Tomorrow | Danh sách bài hát của Minisode 3: Tomorrow |
| STT                                        | Nhan đề                                                         | Sáng tác | Nhà sản xuất                               | Thời lượng                                 |
| ------------------------------------------ | --------------------------------------------------------------- | --- | ------------------------------------------ | ------------------------------------------ |
| 1.                                         | "I'll See You There Tomorrow" (내일에서 기다릴게)               | Lewis Jankel Uzoechi Emenike Yeonjun Kim In-hyung Ellie Suh (Joombas/153) Maiz Lee Yi-jin "Hitman" Bang Huening Kai Taehyun Jeon Ji-eun Danke Stella Jang                                                                     | Shift K3Y                                  | 3:16                                       |
| 2.                                         | "- --- -- --- .-. .-. --- .--[a]"                               | Bang Slow Rabbit | Bang Slow Rabbit                           | 0:07                                       |
| 3.                                         | "Deja Vu"                                                       | Bang Slow Rabbit Martin Supreme Boi Ryan Lawrie Moa "Cazzi Opeia" Carlebecker (Sunshine) Ellen Berg (Sunshine) James Score (13) Megatone (13)                                                                                 | Slow Rabbit Martin Bang                    | 2:51                                       |
| 4.                                         | "Miracle" (기적은 너와 내가 함께하는 순간마다 일어나고 있어)    | Slow Rabbit Bang James Soobin Supreme Boi Yeonjun Martin Taehyun Maiz Kristine Bogan Ido Nadjar Kirat Singh Léon Palmen Sophie Brenan Mathi Wang Nick Hahn Huening Kai                                                        | Slow Rabbit Bang                           | 2:43                                       |
| 5.                                         | "The Killa (I Belong to You)" (trình bày bởi Yeonjun và Soobin) | Tomislav Ratisec (Dystinkt) Yuval Haim Chain (UV) Ebby Ari PenSmith Bang Na Jung-ah (Joombas/153) January 8th Kim Bo-eun Hwang Yu-bin Taehyun Yeonjun Jo Yoon-kyung Kim In-hyung 4 Seasons (Joombas/153) Danke Song Jae-kyung | Dystinkt Beats Uv Killin Em Ebby           | 2:42                                       |
| 6.                                         | "Quarter Life" (trình bày bởi Beomgyu, Taehyun và Huening Kai)  | Jordan Show Alexander Shilov Steve Manovski Bang Chester "Krupa" Carbone Hwang Taehyun Danke Suh Soobin Na | Krupa Manovski                             | 2:29                                       |
| 7.                                         | "Deja Vu" (Anemoia remix)                                       | Bang Slow Rabbit Martin Supreme Boi Lawrie Carlebecker Berg James Score Megatone | Slow Rabbit [a] Martin Bang Maiz           | 2:50                                       |
| Tổng thời lượng:                           | Tổng thời lượng:                                                | Tổng thời lượng: | Tổng thời lượng:                           | 17:02                                      |

| Bonus track Minisode 3: Tomorrow with Remixes | Bonus track Minisode 3: Tomorrow with Remixes | Bonus track Minisode 3: Tomorrow with Remixes |
| STT                                           | Nhan đề                                       | Thời lượng                                    |
| --------------------------------------------- | --------------------------------------------- | --------------------------------------------- |
| 8.                                            | "Deja Vu" (sped up version)                   | 2:22                                          |
| 9.                                            | "Deja Vu" (slowed + reverb remix)             | 3:15                                          |
| Tổng thời lượng:                              | Tổng thời lượng:                              | 22:41                                         |

- ^[a]  Tựa đề dưới dạng mã Morse của track 2 được dịch ra là "tomorrow".

## Đánh giá chuyên môn
Viết cho Metro.Style, MJ Jose gọi Minisode 3: Tomorrow là một "cuốn bút ký tuyệt đẹp vừa ngẫm về quá khứ mà cũng vừa hướng đến tương lai, ghi lại hành trình của TXT và cả K-pop nói chung", đánh giá mini album này có sự kết nối thành công với những tác phẩm trước đó của nhóm. Trong một bài đánh giá trên trang Inquirer Super, Inna Christine Cabel nhận định thông qua Minisode 3: Tomorrow, TXT đã cho thấy sự nhạy cảm của một nhóm nhạc 5 năm tuổi khi mang đến thứ âm nhạc "trưởng thành hơn nhưng vẫn tràn trề năng lượng tuổi trẻ, điều đã làm nên thương hiệu của nhóm", gọi album là một sự tri ân được chú trọng đến từng chi tiết dành cho chính TXT khi tái hiện đầy đủ từng giai đoạn trong sự nghiệp của nhóm, bắt đầu từ khi debut với The Dream Chapter (2019) cho đến giai đoạn đại dịch cùng The Chaos Chapter (2021) và cuối cùng là sự khẳng định tên tuổi vào năm 2023 qua The Name Chapter. Cây viết Rhian Daly của NME nhận định TXT vẫn kiên định vận hành theo hướng khai phá nhiều thể loại nhạc mới trên con đường âm nhạc của mình theo một cách "đậm chất riêng và không thể bắt chước", thể hiện qua việc thử nghiệm các dòng nhạc UK house và afrobeat trong album lần này.

## Thành tích thương mại
Ngày 2 tháng 4 năm 2024, Hanteo Chart thông báo Minisode 3: Tomorrow đã cán mốc 1,1 triệu bản ngay trong ngày đầu tiên mở bán, là album thứ 3 liên tiếp của TXT bán được 1 triệu bản ngay trong 24h đầu, sau The Name Chapter: Temptation (2023) và The Name Chapter: Freefall (2023). Ngày 11 tháng 4 năm 2024, Minisode 3: Tomorrow xếp thứ nhất trên bảng xếp hạng Circle Album Chart với 1,542,718 bản bán ra, đánh dấu album thứ 9 của TXT đạt được vị trí này. Minisode 3: Tomorrow cũng là album thứ 6 của TXT đạt vị trí đầu tiên trên bảng xếp hạng Top Album Sales của Billboard với 103,500 bản bán ra trong tuần đầu tiên tại Mỹ. Tính đến ngày 27 tháng 4 năm 2024, TXT đã tiêu thụ được tổng cộng 1,8 triệu bản cho Minisode 3: Tomorrow.
Trên nền tảng nghe nhạc lớn nhất Hàn Quốc Melon, toàn bộ các track trong album đều bước chân vào Top 100 trong ngày đầu phát hành, riêng bài hát chủ đề "Deja Vu" lọt vào top 10. Album cũng đạt hạng 1 trên bảng xếp hạng iTunes Top Album Chart tại Mỹ, Anh và Nhật, đồng thời có mặt trong top 10 tại 23 quốc gia và vùng lãnh thổ. Minisode 3: Tomorrow ra mắt với vị trí thứ 3 trên Billboard 200, là album thứ 10 của TXT lọt vào bảng xếp hạng này.

## Bảng xếp hạng
| Chart (2024)                                | Peak position |
| ------------------------------------------- | ------------- |
| Australian Albums (ARIA)                    | 65            |
| Album Áo (Ö3 Austria)                       | 2             |
| Album Bỉ (Ultratop Vlaanderen)              | 9             |
| Album Bỉ (Ultratop Wallonie)                | 2             |
| Croatian International Albums (HDU)         | 1             |
| Album Hà Lan (Album Top 100)                | 95            |
| Album Pháp (SNEP)                           | 4             |
| Album Đức (Offizielle Top 100)              | 6             |
| Greek Albums (IFPI)                         | 2             |
| Italian Albums (FIMI)                       | 83            |
| Album Nhật Bản (Oricon)                     | 1             |
| Japanese Combined Albums (Oricon)           | 1             |
| Japanese Hot Albums (Billboard Japan)       | 1             |
| Album Ba Lan (ZPAV)                         | 24            |
| Album Bồ Đào Nha (AFP)                      | 84            |
| South Korean Albums (Circle)                | 1             |
| Album Tây Ban Nha (PROMUSICAE)              | 21            |
| Swedish Physical Albums (Sverigetopplistan) | 8             |
| Album Thụy Sĩ (Schweizer Hitparade)         | 18            |
| Album Anh Quốc Digital (OCC)                | 8             |
| Album Anh Quốc Independent (OCC)            | 35            |
| Album Hoa Kỳ Billboard 200                  | 3             |
| Album Hoa Kỳ World (Billboard)              | 1             |

| Chart (2024)                 | Position |
| ---------------------------- | -------- |
| Japanese Albums (Oricon)     | 2        |
| South Korean Albums (Circle) | 2        |

## Chứng nhận
| Quốc gia                                  | Chứng nhận | Số đơn vị/doanh số chứng nhận |
| ----------------------------------------- | ---------- | ----------------------------- |
| Hàn Quốc (KMCA)                           | Million    | 1.000.000^                    |
| ^ Chứng nhận dựa theo doanh số nhập hàng. |            |                               |